# Keuper
| Systeem | Serie     | Etage         | Ouderdom (Ma) | Lithostratigrafie |
| --- | --------- | ------------- | ------------- | ----------------- |
| Jura | Onder     | Hettangien    | jonger        | Lias              |
| Trias | Boven     | Rhaetien      | 201,3–208,5   | Lias              |
| Trias | Boven     | Rhaetien      | 201,3–208,5   | Keuper            |
| Trias | Boven     | Norien        | 208,5–228     |                   |
| Trias | Boven     | Carnien       | 228–235       |                   |
| Trias | Midden    | Ladinien      | 235–242       |                   |
| Trias | Midden    | Ladinien      | 235–242       | Muschelkalk       |
| Trias | Midden    | Anisien       | 242–247,2     |                   |
| Trias | Midden    | Anisien       | 242–247,2     | Buntsandstein     |
| Trias | Onder     | Olenekien     | 247,2–251,2   |                   |
| Trias | Onder     | Indien        | 251,2–252,2   |                   |
| Perm | Lopingien | Changhsingien | ouder         |                   |
| Perm | Lopingien | Changhsingien | ouder         | Zechstein         |
| Indeling van het Trias volgens de ICS en NW-Europese lithostratigrafische namen. Cursieve ouderdommen zijn slechts indicaties. |           |               |               |                   |

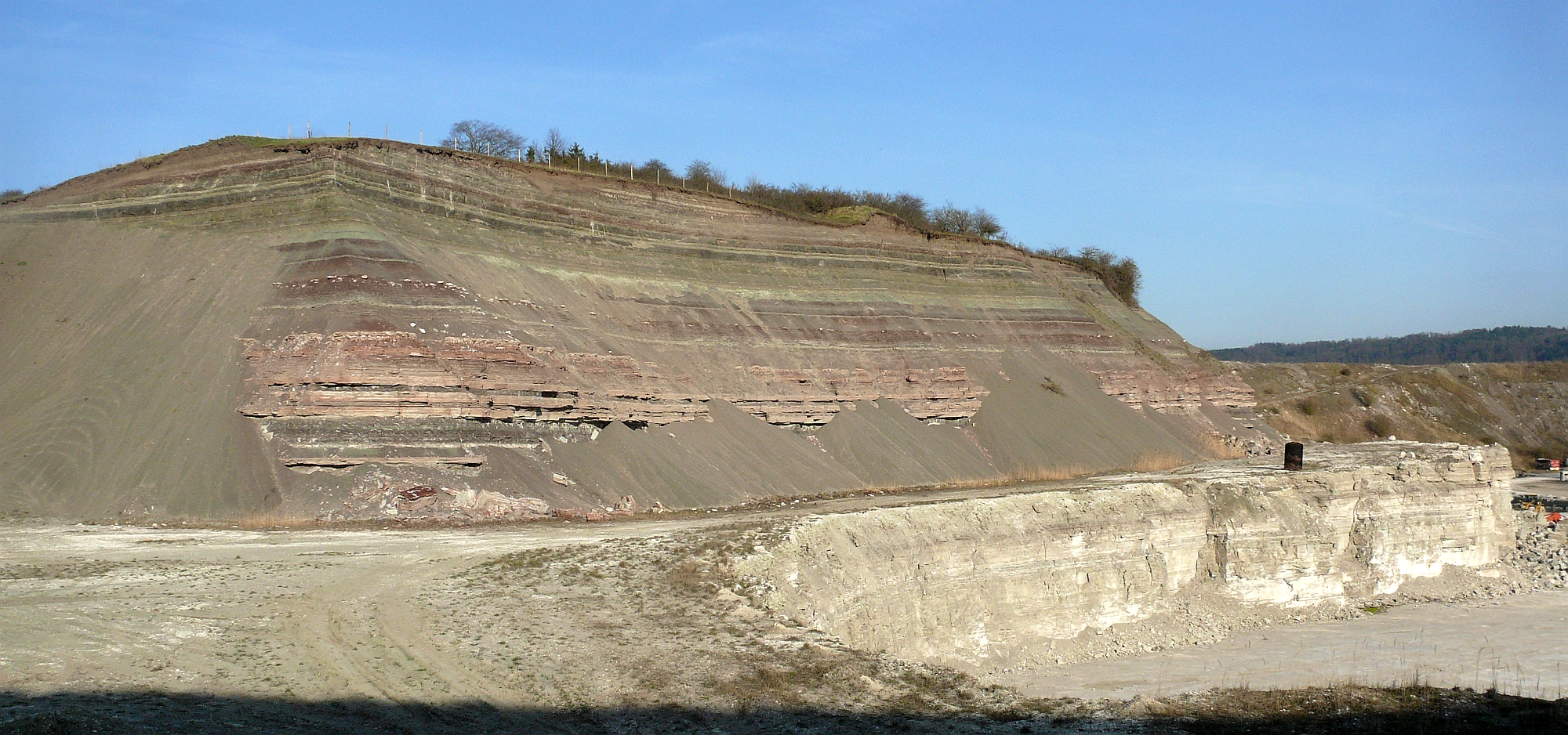
Witte gipslagen (onderop, ongeveer 12 m) en daarop donkere mergels en kleien van de Grabfeld-Formation (Midden-Keuper). Groeve in de buurt van Vellberg, Baden-Württemberg.

De Keuper of Keuper-groep is een pakket gesteentelagen in de ondergrond van grote delen van het noorden en midden van Europa. De Keuper bestaat uit dolosteen, kleisteen/schalie en evaporietlagen, gevormd in het Midden- en Laat-Trias (ongeveer 230 tot 200 miljoen jaar geleden).
Onder de Keuper ligt de Muschelkalk en er boven komen de oudste (onderste) gesteenten uit het Jura, die soms Lias genoemd worden. Samen met de Muschelkalk en de Buntsandstein vormt de Keuper de Germaanse Trias, de opeenvolging van drie eenheden waaraan het tijdperk Trias zijn naam te danken heeft.

## Ontstaan
In het Midden- en Laat-Trias was het supercontinent Pangea bezig uit elkaar te bewegen, waarbij in de ondergrond grote slenken actief waren en bekkens ontstonden, die werden opgevuld met sediment. Een groot bekken, het Germaans Bekken genoemd, besloeg grote delen van het tegenwoordige Duitsland, Nederland, Polen en de Oost- en Noordzee. Gedurende het Midden-Trias was onder andere dit bekken overspoeld geraakt door de zee, waarbij de Muschelkalk werd afgezet. In het Midden- en Laat-Trias trok de zee zich weer terug en werden vooral continentale sedimenten gevormd, afkomstig van de spoelvlakte van rivieren of ondiepe binnenzeeën. Hoewel ze in totale dikte niet het grootste deel van de Keuper vormen, zijn vooral de grootschalige evaporietlagen (gips, anhydriet en steenzout) karakteristiek voor de Keuper. Deze ontstonden door de indamping van water in afgesloten binnenzeeën.
Aan het einde van het Trias zou weer transgressie van de zee plaatsvinden. Gesteenten uit het Vroeg-Jura hebben in West- en Midden-Europa dan ook vaak een mariene facies.

## Stratigrafie
De Keuper heeft een Ladinien tot Norien ouderdom. De precieze status in de lithostratigrafie verschilt van land tot land. In Duitsland wordt de Keuper als een groep beschouwd (Keuper Gruppe), in Nederland als een formatie (Keuper Formatie) en onderdeel van de Boven-Germaanse Trias-groep. De Keuper ligt meestal boven op de Muschelkalk (in Nederland ook een formatie). Boven op de Keuper ligt in Duitsland en Engeland de Lias. In Nederland worden gesteenten met een Lias-ouderdom ingedeeld bij de Altena-groep. De onderste formatie uit deze groep, die in de Nederlandse ondergrond direct boven op de Keuper ligt, is de Formatie van Sleen (schalie en zandsteen uit het Rhaetien en Hettangien).
De Nederlandse Keuper Formatie wordt onderverdeeld in zeven leden. Van boven naar onder:
- Boven-Keuper Kleisteen
- Keuper Dolomiet
- Rode Keuper Kleisteen
- Rode Keuper Evaporiet
- Midden-Keuper Kleisteen
- Grote Keuper Evaporiet
- Onder-Keuper Kleisteen